# Bromnitrobenzole
| Gefahrensymbol |

| keine Einstufung verfügbar |

| Gefahrensymbol |

Die Bromnitrobenzole bilden in der Chemie eine Stoffgruppe, die sich sowohl vom Nitrobenzol als auch vom Brombenzol ableitet. Die Struktur besteht aus einem Benzolring mit angefügter Nitrogruppe (–NO2) und Brom (–Br) als Substituenten. Durch deren unterschiedliche Anordnung ergeben sich drei Konstitutionsisomere mit der Summenformel C6H4BrNO2.

## Eigenschaften
p-Bromnitrobenzol besitzt sowohl die höchste Symmetrie als auch den höchsten Schmelzpunkt der drei isomeren Bromnitrobenzole. Es kristallisiert im triklinen Kristallsystem in der Raumgruppe P1 (Raumgruppen-Nr. 1) mit den Gitterparametern a = 6,3676 Å, b = 7,3635 Å, c = 7,6798 Å, α = 65,554°, β = 87,705° und γ = 88,884°. In der Elementarzelle befinden sich 2 Formeleinheiten.
o-Bromnitrobenzol kristallisiert im orthorhombischen Kristallsystem in der Raumgruppe Pbn21 (Nr. 33, Stellung 2) mit den Gitterparametern a = 5,92 Å, b = 21,52 Å und c = 5,34 Å. In der Elementarzelle befinden sich 4 Formeleinheiten.